# Boudoir

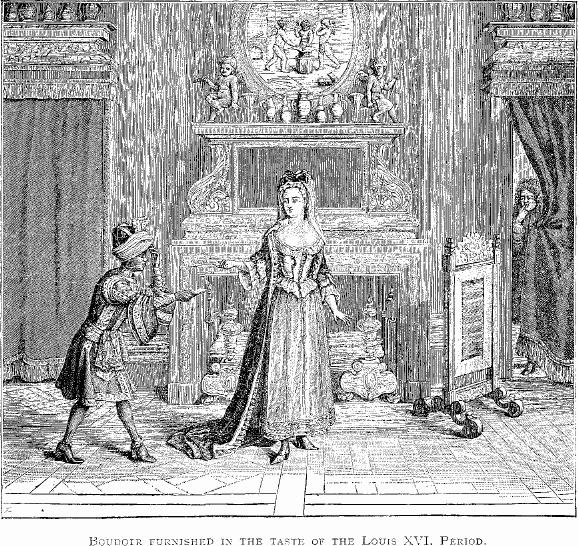
En boudoir i Louis XVI-stilen, illustrerad 1893

En boudoir eller budoar (franska boudoir, litet damrum; av bouder, att vara sur, ”tjura”) är egentligen en vrå eller litet rum, dit en person drar sig tillbaka när hen är vid dåligt lynne, men används vanligen som beteckning för ett elegant rum, en enskild liten salong eller kabinett, där damer fullbordar sin klädsel eller tar emot sina närmare bekanta. 
Boudoiren används ibland i den erotiska litteraturen, till exempel av författarna Markis de Sade och Simone de Beauvoir.
En av de mest kända och omtalade boudoirerna torde vara Alexandra Fjodorovna Romanovs "lila boudoir" i ett hörn av den västra flygeln av Alexanderpalatset i Sankt Petersburg. Här arresterades den romanovska tsarfamiljen den 8 mars 1917 av bolsjevikerna i samband med den ryska revolutionen.